# العلاقات البالاوية البيروية
العلاقات البالاوية البيروفية هي العلاقات الثنائية التي تجمع بين بالاو وبيرو.

## مقارنة بين البلدين
هذه مقارنة عامة ومرجعية للدولتين:
| وجه المقارنة                                              | بالاو                         | بيرو                                   |
| --------------------------------------------------------- | ----------------------------- | -------------------------------------- |
| المساحة (كم2)                                             | 465                           | 1.29 مليون                             |
| عدد السكان (نسمة)                                         | 21.73 ألف                     | 32.16 مليون                            |
| الكثافة السكانية (ن./كم²)                                 | 4.67 ألف                      | 24.93                                  |
| العاصمة                                                   | نغيرولمود، كورور              | ليما                                   |
| اللغة الرسمية                                             | لغة إنجليزية، اللغة البالاوية | اللغة الإسبانية، اللغة الأيمرية، كتشوا |
| العملة                                                    | دولار أمريكي                  | سول بيروفي جديد                        |
| الناتج المحلي الإجمالي (بليون دولار)                      | 291.54 مليون                  | 211.39 مليار                           |
| الناتج المحلي الإجمالي (تعادل القوة الشرائية) بليون دولار | 326.12 مليون                  | 393.13 مليار                           |
| الناتج المحلي الإجمالي الاسمي للفرد دولار أمريكي          | 13.50 ألف                     | 6.03 ألف                               |
| الناتج المحلي الإجمالي للفرد دولار أمريكي                 | 14.76 ألف                     | 11.99 ألف                              |
| مؤشر التنمية البشرية                                      | 0.780                         | 0.740                                  |
| رمز المكالمات الدولي                                      | +680                          | +51                                    |
| رمز الإنترنت                                              | .pw                           | .pe                                    |
| المنطقة الزمنية                                           | ت ع م+09:00                   | توقيت بيرو، 00                         |

## منظمات دولية مشتركة
يشترك البلدان في عضوية مجموعة من المنظمات الدولية، منها:
| علم المنظمة | اسم المنظمة                        | تاريخ انضمام بالاو | تاريخ انضمام بيرو |
| ----------- | ---------------------------------- | ------------------ | ----------------- |
|             | مؤسسة التنمية الدولية              | 16 ديسمبر 1997     | 30 أغسطس 1961     |
|             | الأمم المتحدة                      | 15 ديسمبر 1994     | 31 أكتوبر 1945    |
|             | منظمة حظر الأسلحة الكيميائية       | ?                  | ?                 |
|             | مؤسسة التمويل الدولية              | 16 ديسمبر 1997     | 20 يوليو 1956     |
|             | وكالة ضمان الاستثمار متعدد الأطراف | 16 ديسمبر 1997     | 2 ديسمبر 1991     |
|             | يونسكو                             | 20 سبتمبر 1999     | 21 نوفمبر 1946    |
|             | البنك الدولي للإنشاء والتعمير      | 16 ديسمبر 1997     | 31 ديسمبر 1945    |

## وصلات خارجية
- موقع وزارة الخارجية البيروفية